# Elizabeth Price

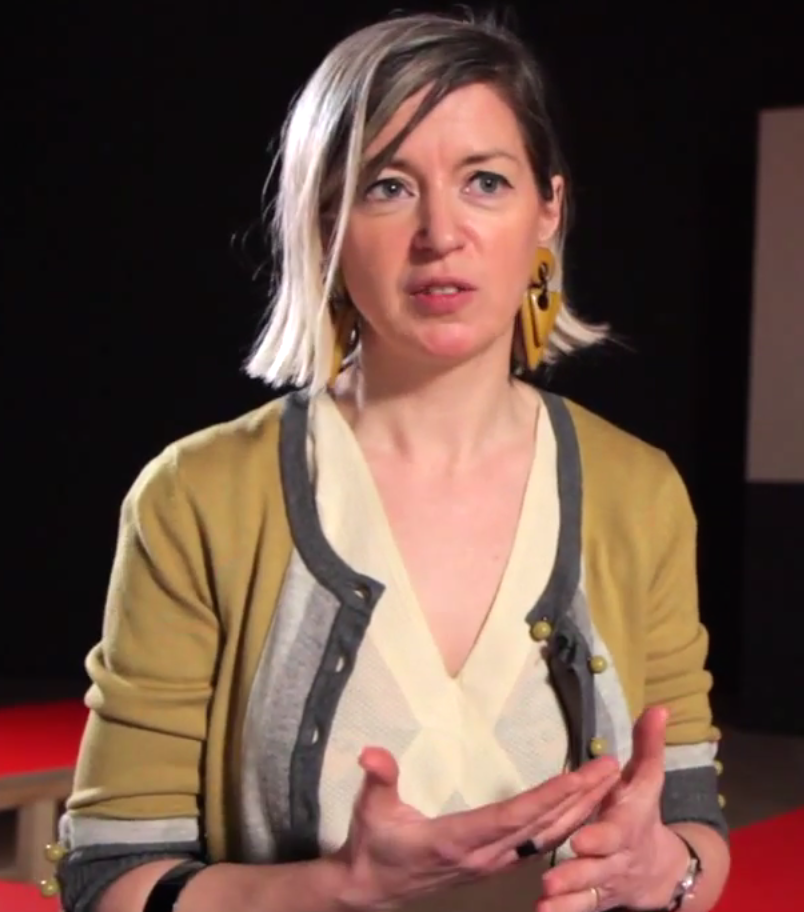
Elizabeth Price (2012)

Elizabeth Price (* 6. November 1966 in Bradford, West Yorkshire, England) ist eine britische bildende Künstlerin, Videokünstlerin und Musikerin. 2012 gewann sie für ihre Videokunst den Turner Prize.

## Leben
Price wuchs in Luton, damals Bedfordshire, auf. Mitte der 1980er Jahre war sie Mitglied der Indiepopgruppe Talulah Gosh, die zu den Vertretern des Twee-Pop zählt. Dort war sie Gitarristin und Backgroundsängerin. Sie studierte Zeichnen an der Ruskin School of Art der Oxford University und schloss ihre Studien dort 1988 mit einem Bachelor ab. Weiterhin studierte sie in London am Royal College of Art, wo sie 1981 mit einem Master of Fine Arts abschloss. 1999 promovierte Price an der University of Leeds.

## Preise und Auszeichnungen
- Von 2004 bis 2006 hatte sie ein Forschungsstipendium an der London Metropolitan University.
- Diesem folgte ein Stipendium der Stanley Picker-Stiftung für das Jahr 2007 an der Londoner Kingston University.
- 2012 gewann sie den Turner Prize für eine Videoinstallation[1] zum Thema „Konsumkultur“, The Woolworths Choir of 1979. Die Jury begründete ihre Entscheidung damit, dass Price aus der Kombination unterschiedlicher Elemente wie Archivbilder, Musikvideos und Werbestrategien rhythmische Erfahrungen erzeuge. Ihre Arbeit erhalte so „verführerische(n) und eindringliche(n) Elemente“.[2]
- 2012/2013: Artist in Residence am britischen Rutherford Appleton Laboratory.

## Ausstellungen
- 2001: Cool Green, Museum of Contemporary Art Washington, Washington, D.C.
- 2004: Boulder, Kugel aus Verpackungsband aus dem Jahre 1996, Jerwood Artists Platform, Jerwood Space, London.
- 2007: Local Operations in einer Gemeinschaftsausstellung der Serpentine Gallery, London.
- 2008: At the House of Mr. X, British Film Institute, London.
- 2010: Perfect Courses and Glistening Obstacles, Tate Britain, London.
- 2010: User Group Disco, Pavilion, Leeds und danach Whitechapel Art Gallery, London.
- 2012: Here, Baltic Centre for Contemporary Art, Gateshead, Tyne and Wear.
- 2014: Number Nine, Julia-Stoschek-Collection, Düsseldorf.
- 2016: A Restoration, Ashmolean Museum, Oxford, England.
- 2023: Sound of the Break, Schirn Kunsthalle Frankfurt.